# Kunda laht
Kunda laht (Kundabukten) är en bukt i Finska viken utmed Estlands nordkust, 100 km öster om huvudstaden Tallinn. Den ligger i Viru-Nigula kommun i landskapet Lääne-Virumaa. 
Den avgränsas i väster av udden Toolse neem och i öster av Uluneem. Där emellan ligger från väster byn Toolse, ån Toolse jõgis utflöde, staden Kunda och dess hamn, ån Kunda jõgis utflöde, ån Rihula ojas utflöde och byn Letipea.